# شهيد علي خان
شهيد علي خان (بالإنجليزية: Shahid Ali Khan) هو لاعب هوكي الحقل باكستاني، ولد في 26 ديسمبر 1964 في كراتشي في باكستان.

## وصلات خارجية
- شهيد علي خان على موقع أوليمبيديا (الإنجليزية)